# Lycurgue (Arcadie)
Pour les articles homonymes, voir Lycurgue.
Lycurgue (en grec ancien : Λυχοὒργος) roi d’Arcadie, est le fils d’Aléos et de Néère. Son grand-père Aphidas, est le fils d’Arcas, né de l’union de Zeus et de la Nymphe chasseresse Callisto (compagne d’Artémis).
Lycurgue épouse Cléophylé (ou Eurynomé) avec laquelle il aura quatre enfants : Ancée, Épochos, Amphidamas et Iasos.
Selon une version du mythe (celle où Mélanion épouse Atalante), il est, par son fils Iasos, le grand-père d’Atalante,.